# New Jersey Nets 1997-1998
La stagione 1997-98 dei New Jersey Nets fu la 22ª nella NBA per la franchigia.
I New Jersey Nets arrivarono secondi nella Atlantic Division della Eastern Conference con un record di 43-39. Nei play-off persero al primo tuno con i Chicago Bulls (3-0).

## Roster
| N° | Naz.                   | Ruolo | Sportivo        | Anno | Alt. | Peso |
| -- | ---------------------- | ----- | --------------- | ---- | ---- | ---- |
| 2  | Stati Uniti (bandiera) | A     | David Benoit    | 1968 | 203  | 100  |
| 2  | Stati Uniti (bandiera) | C     | Rony Seikaly    | 1965 | 211  | 104  |
| 10 | Stati Uniti (bandiera) | G     | Sam Cassell     | 1969 | 191  | 84   |
| 11 | Stati Uniti (bandiera) | A     | Brian Evans     | 1973 | 203  | 100  |
| 12 | Stati Uniti (bandiera) | G     | Lucious Harris  | 1970 | 196  | 86   |
| 13 | Stati Uniti (bandiera) | G     | Kendall Gill    | 1968 | 196  | 88   |
| 15 | Stati Uniti (bandiera) | AC    | Chris Gatling   | 1967 | 208  | 100  |
| 20 | Stati Uniti (bandiera) | G     | Sherman Douglas | 1966 | 183  | 82   |
| 21 | Stati Uniti (bandiera) | G     | Kevin Edwards   | 1965 | 191  | 86   |
| 24 | Stati Uniti (bandiera) | A     | Don MacLean     | 1970 | 208  | 107  |
| 30 | Stati Uniti (bandiera) | G     | Kerry Kittles   | 1974 | 196  | 81   |
| 33 | Nigeria (bandiera)     | C     | Yinka Dare      | 1972 | 213  | 120  |
| 34 | Stati Uniti (bandiera) | A     | Xavier McDaniel | 1963 | 201  | 93   |
| 42 | Stati Uniti (bandiera) | A     | David Vaughn    | 1973 | 206  | 109  |
| 44 | Stati Uniti (bandiera) | A     | Keith Van Horn  | 1975 | 208  | 100  |
| 45 | Stati Uniti (bandiera) | AC    | Michael Cage    | 1962 | 206  | 102  |
| 54 | Stati Uniti (bandiera) | AC    | Jack Haley      | 1964 | 208  | 109  |
| 55 | Stati Uniti (bandiera) | AC    | Jayson Williams | 1968 | 206  | 109  |

## Staff tecnico
- Allenatore: John Calipari
- Vice-allenatori: Don Casey, Johnny Davis, Kenny Gattison, Jack Haley (dal 31 gennaio)